# رينو اولسن
رينو اولسن (بالدنماركية: Reno Olsen)‏ هو دراج دنماركي، ولد في 19 فبراير 1947 في روسكيلدا في الدنمارك.

## وصلات خارجية
- رينو اولسن على موقع أرشيف الدراجات (الإنجليزية)
- رينو اولسن على موقع أوليمبيديا (الإنجليزية)